# Singapore Zoo
De Singapore Zoological Gardens, kortweg bekend als Singapore Zoo of lokaal als Mandai Zoo, is een dierentuin in Singapore. De dierentuin heeft een oppervlakte van 28 hectare en bevindt zich in het groene hart van de stadstaat aan de randen van het Upper Seletar Reservoir. De Singapore Zoo werd op 23 juni 1973 geopend en vanaf het begin van het bestaan van de dierentuin profileert de Singapore Zoo zich als The Open Zoo, waar de dieren in natuurgetrouwe verblijven leven en afscheidingen tussen de bezoekers en de dieren zo veel mogelijk verstopt zijn achter rotsen, water of beplanting. De dierentuin ontvangt ongeveer 1.3 miljoen bezoekers per jaar.

## Dieren
Inmiddels heeft Singapore Zoo bijna driehonderd diersoorten in de collectie, waarvan ongeveer twintig procent beschouwd wordt als een bedreigde diersoort.

### Treetops Trail
Bij de ingang van Singapore Zoo bevindt zich de Treetops Trail, een 65 meter lange brug die de bezoeker de gelaagdheid van het Maleisische regenwoud laat zien. De boomtoppen worden bewoond door de siamangs (Symphalangus syndactylus), de bomen door de driekleureekhoorns (Callosciurus prevostii) en de bosbodem door grote kantjils (Tragulus napu) en goudfazanten (Chrysolophus pictus).

### Wild Africa
Het themagebied Wild Africa omvat een Afrikaanse savanne en omliggende verblijven voor Afrikaanse roofdieren. Onder meer de witte neushoorn (Ceratotherium simum), de elandantilope (Taurotragus oryx), de Afrikaanse wilde hond (Lycaeon pictus) en de Nubische leeuw (Panthera leo nubica) zijn in dit gebied te zien.

### Fragile Forest
Dit themagebied heeft als belangrijke doel de bezoekers bewust te maken van de kwetsbaarheid van het regenwoud. Fragile Forest omvat een grote hal waarin zich meer dan tweeduizend vlinders bevinden. Andere diersoorten die in Fragile Forest rondlopen en vliegen zijn onder meer Matschieboomkangoeroes (Dendrolagus matschiei), Hoffmannluiaarden (Choloepus hoffmanni), vleerhonden (Pteropus rodricensis), bonte maki's (Varecia variegata), blauwe kroonduiven (Goura cristata) en dwergpapegaaien. Verschillende kijkhutten, zogenoemde "Discory Centres" in de stijl van Asmat-stam uit Westelijk Nieuw-Guinea, zijn in Fragile Forest neergezet om de bezoekers een beter zicht op dieren te geven ook al beschutten de dieren zich zelf nog wel

### Primate Kingdom
Singapore Zoo heeft een grote collectie primaten. De dierentuin heeft de grootste in gevangenschap levende kolonie van orang-oetans in de wereld. Zowel de ondersoort van Borneo (Pongo pygmaeus pygmaeus) als die van Sumatra (Pongo pygmaeus abelli) is vertegenwoordigd. Andere zeldzame apensoorten in Singapore Zoo zijn de doeklangoer (Pygathrix nemaues), de gouden langoer (Trachipithecus auratus) en de neusaap (Nasalis larvatus). Toppunt van The Open Zoo-concept zijn de groep ringstaartmaki's (Lemur catta) en zwarte slingerapen (Ateles paniscus), die zich vrij binnen de grenzen van de dierentuin kunnen bewegen.

### Great Rift Valley
Het themagebied van de Great Rift Valley heeft als centraal verblijf dat van een groep van ongeveer vijftig mantelbavianen (Papio hamadryas). Andere diersoorten uit de Ethiopische Grote Slenk die ook te zien zijn in dit gebied, zijn de rotsklipdas (Procavia capensis), de zadeljakhals (Canis mesomelas), de Nubische steenbok (Capra ibex nubiana) en de noordelijke hoornraaf (Bucorvus abyssinicus).

### Australian Outback
Het nieuwste onderdeel van Singapore Zoo is het Australian Outback Exhibit, dat in 2006 werd geopend. Drie soorten kangoeroes zijn in dit deel van de dierentuin te vinden, de oostelijke grijze reuzenkangoeroe (Macropus giganteus), de antilopewallaroe (Osphranter antilopinus) en de zandwallaby (Notamacropus agilis). Andere diersoorten die in het Australian Outback Exhibit te vinden zijn, zijn de emoe (Dromaius novaehollandiae) en verschillende reptielen, waaronder de zeer giftige taipan (Oxyuranus scutellatus).

### Overig
Andere bijzondere diersoorten in Singapore Zoo zijn onder andere de groep Komodo-varanen (Varanus komodoensis) en de witte tijgers (Panthera tigris tigris). Verder is ook de aanwezigheid van ijsbeer (Ursus maritimus) zeer bijzonder in een dierentuin die zo dicht bij de Evenaar ligt. De beren krijgen voldoende afkoeling door een 3.5 meter diep bassin en binnenverblijven met airconditioning. Door middel van een grote glazen wand kunnen de bezoekers de ijsberen ook onder water bezichtigen. De ijsberen voelen zich goed thuis in Singapore Zoo en in 1990 werd voor het eerst een jong geboren.

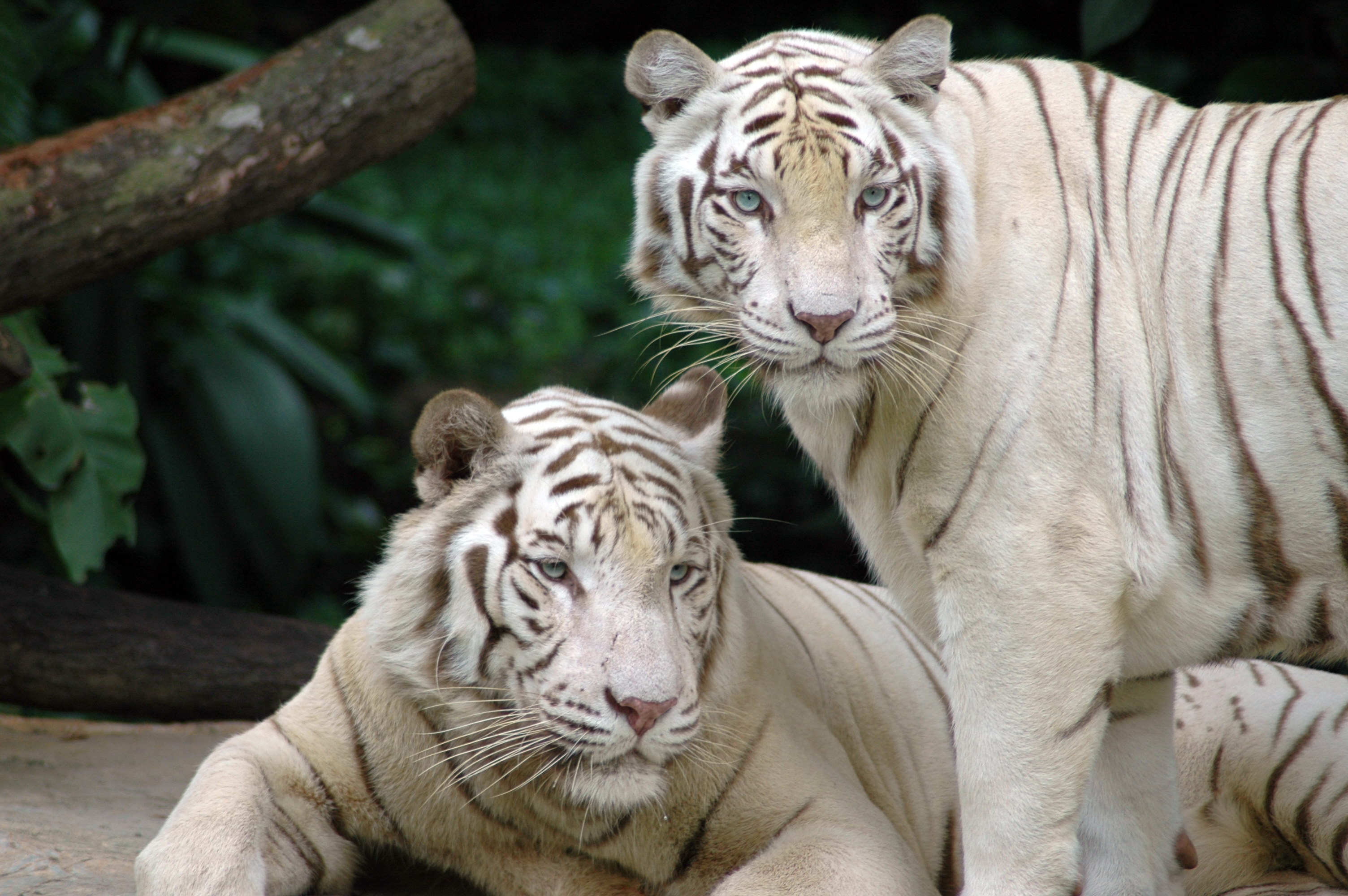
Witte tijgers

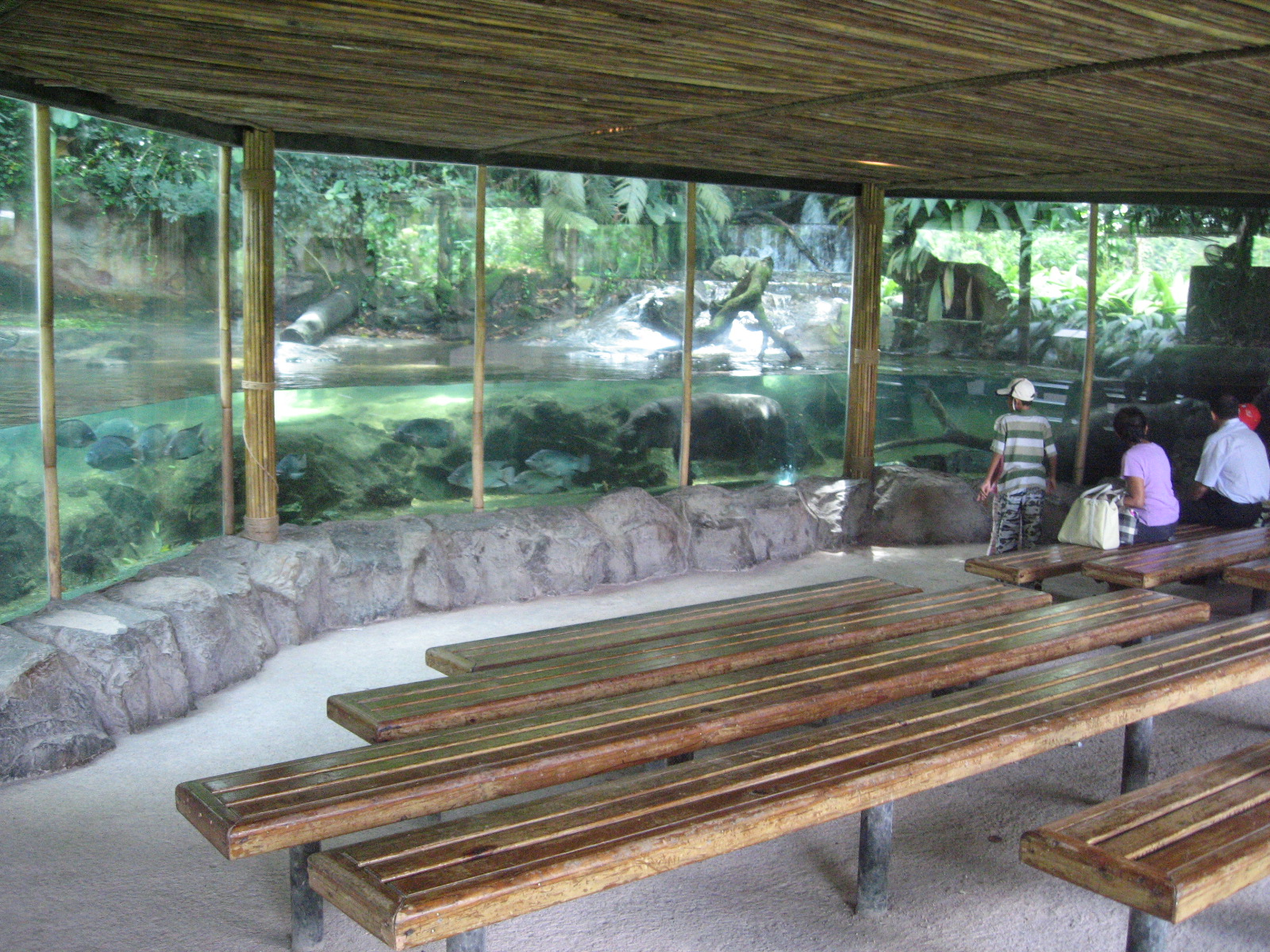
Onderwaterpanorama bij dwergnijlpaarden

## Steve Irwin
Steve Irwin, wereldwijd bekend als The Crocodile Hunter, was een groot bewonderaar van de Singapore Zoo en hij adopteerde de dierentuin als de "sister zoo" van zijn eigen Australia Zoo in Beerwah, Queensland. Irwin verrichtte in maart 2006, een halfjaar voor zijn overlijden, de officiële opening van het Australian Outback Exhibit in de Singapore Zoo.

## Night Safari
Naast de Singapore Zoo bevindt zich de Night Safari, die in 1994 werd geopend. Deze dierentuin is net als de Singapore Zoo aangelegd volgens het concept van The Open Zoo. De Night Safari is alleen 's avonds geopend en richt zich vooral op de nachtactieve dieren van Zuid-Azië.